# 紫领蜂鸟
紫领蜂鸟（学名：Myrtis fanny），是雨燕目蜂鸟科的一种鸟类，为紫领蜂鸟属（学名：Myrtis）的唯一一种。
紫领蜂鸟体重约2.3克，翼长约39.3毫米，嘴峰长约20.9毫米，喙宽度约1.7毫米，喙厚度约1.4毫米，跗蹠长约4.7毫米，尾长约28.8毫米。紫领蜂鸟在其分布区内为留鸟，其栖息在半开放的灌木丛中，食性为草食性，主要食物来源是植物的花蜜。

## 亚种
- ：分布于厄瓜多尔西部和东南部至秘鲁西部的皮乌拉至阿雷基帕。
- ：分布于秘鲁北部的卡哈班巴至拉利伯塔德省和瓦努科等地。[4]